# う
う en hiragana ou ウ en katakana sont deux kanas, caractères japonais qui représentent la même more. Ils sont prononcés /ɯ/ et occupent la 3e place de leur syllabaire respectif, entre い et え.

## Origine
L'hiragana う et le katakana ウ proviennent tous les deux, via les man'yōgana, du kanji 宇, prononcé « u » et signifiant entre autres « maison ».

## Variantes
Deux caractères plus petits, ぅ et ゥ, sont utilisés pour la formation de sons qui n'existent pas en japonais traditionnel, comme トゥ (« tu »). Cette convention est relativement récente et des mots empruntés à d'autres langues depuis assez longtemps ne la suivent pas.
う est également utilisé pour allonger le son /o/. Par exemple, le mot 構想 se transcrit en hiragana こうそう (kousou), mais se prononce kōsō. Le caractère お (o) est parfois utilisé pour cela, mais plus rarement.
Le katakana ウ peut être diacrité afin de former ヴ (vu), un son étranger au japonais et traditionnellement approximé par ブ (bu). う peut également être diacrité de la même manière pour former ゔ.
ウ et ヴ peuvent être combinés afin de noter des mots étrangers utilisant des sons qui n'existent pas dans la langue japonaise :
- ウィ : « wi » ;
- ウェ : « we » ;
- ウォ : « wo » ;
- ヴァ : « va » ;
- ヴィ : « vi » ;
- ヴェ : « ve » ;
- ヴォ : « vo ».

## Romanisation
- Selon les systèmes de romanisation Hepburn, Kunrei et Nihon, う et ウ se romanisent en « u ».
- Par contre, la romanisation de la syllabe longue こうそう (kousou) n'est pas uniforme :
  - kōsō en Hepburn ;
  - kôsô en Kunrei ;
  - koosoo.

## Tracé
L'hiragana う s'écrit en deux traits.

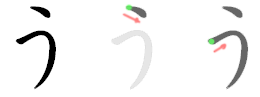
Ordre des traits pour う.

1. Tracé d'un court crochet diagonal en haut du caractère, commençant par une direction diagonale vers le bas et la droite, puis s'inversant vers la gauche.
2. Un long tracé court : débutant à gauche, montant légèrement puis s'incurvant vers le bas et terminant sur la gauche.

Le katakana ウ s'écrit en trois traits.

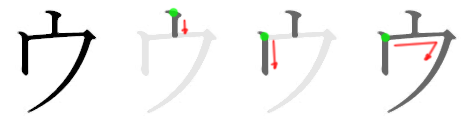
Ordre des traits pour ウ.

1. En haut du caractère, un court tracé vertical, dessiné de haut en bas.
2. Un trait similaire, mais situé plus bas et sur la gauche.
3. Un long trait formant un angle : débutant par une ligne horizontale tracée de gauche à droite, puis changeant de direction selon une direction diagonale incurvée de haut en bas et de droite à gauche. La ligne horizontale doit toucher chacun des deux autres traits.

## Représentation informatique
- Unicode[1],[2] :
  - う (grand caractère) : U+3046
  - ウ (grand caractère) : U+30A6
  - ゔ (grand caractère avec dakuten) : U+3094
  - ヴ (grand caractère avec dakuten) : U+30F4
  - ぅ (petit caractère) : U+3045
  - ゥ (petit caractère) : U+30A5